# Cnecomymar terebrator
Cnecomymar terebrator är en stekelart som beskrevs av Dmitriy Alekseevich Ogloblin 1963. Cnecomymar terebrator ingår i släktet Cnecomymar och familjen dvärgsteklar. Inga underarter finns listade i Catalogue of Life.